# Temple mormon de Spokane
Le temple mormon de Spokane est un temple de l’Église de Jésus-Christ des saints des derniers jours situé à Spokane, dans l’État de Washington, aux États-Unis. Il a été inauguré le 21 août 1999.